# Phryxe properata
Phryxe properata là một loài ruồi trong họ Tachinidae.